# Vittorio Veneto (nave da battaglia)
La Vittorio Veneto fu una nave da battaglia della Regia Marina italiana appartenente alla classe Littorio e rappresentò il meglio della produzione navale bellica italiana della seconda guerra mondiale. Pur essendo considerata la seconda unità della classe Littorio, fu la prima ad essere consegnata, tanto che la classe a volte è anche chiamata "classe Vittorio Veneto".

## Costruzione ed entrata in servizio

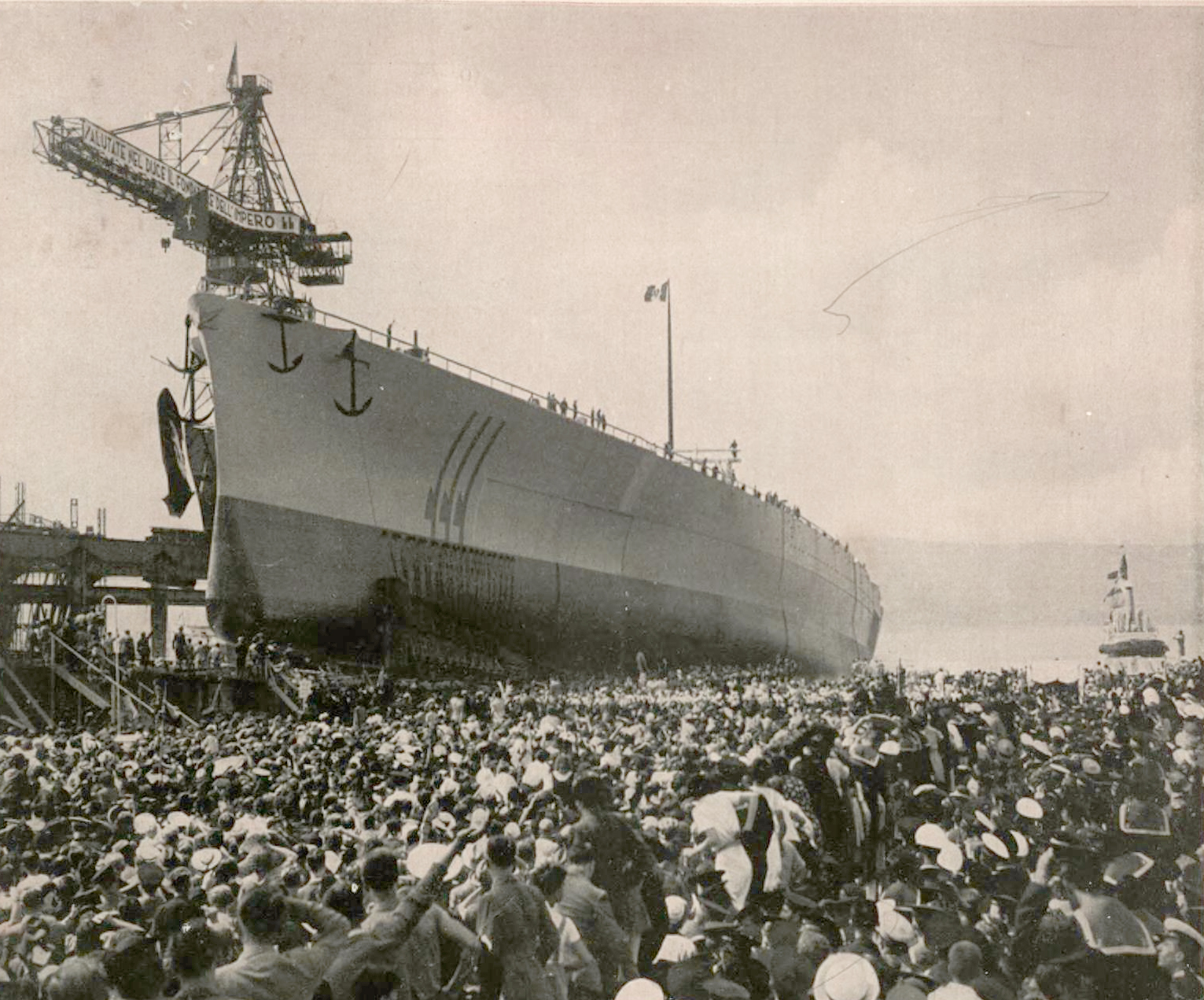
Varo della Vittorio Veneto, Trieste, 25 luglio 1937.

La Vittorio Veneto fu progettata dal generale Umberto Pugliese e dall'ingegnere Francesco Mazzullo. Fu la prima nave da battaglia a superare il limite delle 35.000 tonnellate di dislocamento standard fissato dal Trattato navale di Washington.
Lo scafo della Vittorio Veneto fu impostato il 28 ottobre 1934 nei Cantieri Riuniti dell'Adriatico di Trieste, lo stesso in cui qualche anno dopo fu costruita la gemella Roma; varata il 25 luglio 1937, la sua costruzione fu completata il 28 aprile 1940 con in dotazione gli idrovolanti IMAM Ro.43, entrando in servizio il 2 agosto, dopo l'ingresso in guerra dell'Italia contro la Francia ed il Regno Unito, inquadrata nella IX Divisione Corazzate della I Squadra di base a Taranto.

## Le azioni durante la seconda guerra mondiale
Durante la guerra nel Mediterraneo la Vittorio Veneto partecipò a 56 missioni di guerra, undici delle quali avevano come obiettivo la caccia di navi nemiche.
Il 31 agosto 1940, assieme alla Littorio e a gran parte della I e della II Squadra Navale, uscì in mare per attaccare la flotta britannica impegnata nell'operazione Hats. L'uscita si concluse però con un nulla di fatto: le unità, non avendo trovato il nemico ed essendo peggiorate le condizioni meteo, rientrarono alle basi.
Durante l'attacco aerosilurante inglese a Taranto, la Vittorio Veneto fu bersagliata da un siluro, che esplose prima di colpirla. Il 29 settembre l'unità prese parte all'operazione MB 5.
La corazzata, sotto il comando del capitano di vascello Giuseppe Sparzani, dovette attendere la battaglia di Capo Teulada (27 novembre 1940) per sparare in combattimento: in quell'occasione la Vittorio Veneto fu la nave di bandiera dell'ammiraglio Inigo Campioni, comandante della I Squadra Navale. Nel corso della battaglia la nave sparò 19 colpi da 381 con la torre poppiera, in sette salve, ad una distanza compresa fra i 29.000 ed i 32.000 metri, inducendo uno squadrone di sette incrociatori britannici ad accostare per portarsi fuori tiro.
L'8 gennaio 1941, a Napoli, la corazzata fu nuovamente attaccata dall'aviazione britannica, ma non fu colpita; per allontanarla dal rischio di danneggiamento, fu trasferita a La Spezia. Tre giorni dopo uscì in mare per tentare di attaccare le unità inglesi che avrebbero dovuto soccorrere la portaerei britannica Illustrious, gravemente danneggiata dall'aviazione italo-tedesca; fu fatta rientrare dopo poche ore, per l'impossibilità di riuscire nella missione.
L'8 febbraio la Vittorio Veneto nuovamente non riuscì a prendere contatto con le forze inglesi che avevano bombardato Genova, che sfuggirono indenni a causa dei ritardi nelle comunicazioni e delle imprecisioni nella ricognizione aerea.
Il 26 marzo 1941 la nave salpò da Napoli come nave di bandiera dell'ammiraglio Angelo Iachino, comandante della forza navale che avrebbe dovuto attaccare il traffico inglese nel Mediterraneo orientale, operazione che poi sfociò nella battaglia di Capo Matapan.
Nel corso dell'operazione, il 28 marzo la Vittorio Veneto prese parte allo scontro di Gaudo, durante il quale tentò di intrappolare i quattro incrociatori inglesi della 7ª Divisione (ammiraglio Pridham-Wippell) fra sé e la III divisione incrociatori (gruppo Trieste), ma le sue granate da 381 mm mancarono i bersagli, causando lievi danni da schegge solo all'incrociatore leggero Orion, prima che la formazione inglese potesse rompere il contatto alle 11:20 grazie al primo attacco di aerosiluranti in questa operazione.

La poppa della Vittorio Veneto dopo il siluramento a Capo Matapan

Alle 15:20, durante una serie di attacchi aerei, la corazzata fu colpita da un aerosilurante britannico in prossimità dell'elica esterna sinistra. La nave si appoppò, imbarcando circa 4000 tonnellate d'acqua, e rimase ferma per sei minuti; fu poi possibile rimettere in funzione le macchine di dritta, mantenendo una velocità piuttosto ridotta, compresa fra 16 e 19 nodi. Le altre unità furono disposte attorno alla Vittorio Veneto in ritirata e durante un attacco aereo al tramonto l'incrociatore pesante Pola fu immobilizzato da un altro aerosilurante: la decisione di mandare in suo soccorso l'intera I Divisione causò il noto disastro di Capo Matapan, con due incrociatori – oltre al Pola – e due cacciatorpediniere affondati dalle corazzate inglesi.
La Vittorio Veneto subì circa quattro mesi di riparazioni, rientrando in servizio a fine luglio 1941.
In agosto fece parte della formazione inviata a contrastare il piano britannico denominato operazione Mincemeat, ma anche in questo caso le unità rientrarono senza aver stabilito il contatto.
Il 27 settembre 1941 partì assieme alla Littorio per attaccare il convoglio britannico “Halberd”, diretto da Gibilterra a Malta; anche questa uscita terminò come la precedente.
A metà dicembre la Vittorio Veneto, assieme alla Littorio e alla XIII Squadriglia Cacciatorpediniere, doveva partecipare come scorta indiretta all'operazione M. 41, che prevedeva l'invio di tre importanti convogli di rifornimento in Libia da Taranto e da Argostoli-Navarino.
La mattina del 14 dicembre, verso le 10, durante il preliminare trasferimento da Napoli a Taranto, le due corazzate vennero attaccate dal sommergibile britannico HMS Urge, in agguato fuori dello Stretto di Messina. La Littorio poté evitare i siluri, ma la Vittorio Veneto fu colpita a centro nave. Sebbene sbandata sul lato sinistro, riuscì a raggiungere Taranto; i cilindri assorbitori Pugliese avevano assorbito gran parte dell'esplosione, ma la nave rimase in riparazione fino alla primavera del 1942. L'operazione M. 41 fu poi annullata, anche a causa di errate informazioni sulle forze da battaglia inglesi in mare al momento, che vennero stimate troppo forti per opporvi la sola Littorio.
Nel 1942 fu la prima nave da battaglia italiana ad essere equipaggiata con un impianto radar, un "Gufo" E.C. 4.
Il 14 giugno 1942, infine, lasciò Taranto assieme alla Littorio, quattro incrociatori e dodici cacciatorpediniere, per intercettare e distruggere il convoglio britannico “Vigorous”, diretto da Alessandria a Malta, nell'ambito della battaglia di mezzo giugno; anche in quest'occasione la squadra navale non raggiunse la formazione britannica, che però, proprio a causa della presenza delle due moderne corazzate italiane (contro le quali non avrebbe potuto schierare che otto incrociatori), nonché di ripetuti attacchi aerei, fu costretta a rientrare alla base senza raggiungere la destinazione.
La battaglia di mezzo giugno fu l'ultima azione della Vittorio Veneto: le corazzate italiane non presero più il mare, a causa della penuria di carburante e del rischio di attacchi aerei e subacquei.
7
A partire dall'inizio del 1943 le incursioni aeree si intensificarono anche nell'Italia settentrionale. Nella notte tra il 18 e il 19 aprile la Littorio fu leggermente danneggiata da un bombardamento aereo su La Spezia, in cui fu inoltre affondato il cacciatorpediniere Alpino.
Nel successivo bombardamento sulla base di La Spezia del 5 giugno furono danneggiate la Roma e la Vittorio Veneto, riducendo così la squadra da battaglia alla sola Littorio. Mentre la Vittorio Veneto poté essere riparata in arsenale, rientrando in squadra in poco più di un mese, la Roma, colpita nuovamente in un bombardamento nella notte del 24 giugno, dovette entrare in bacino a Genova, rientrando in squadra il 13 agosto.

## Dopo l'armistizio
Dopo l'armistizio dell'8 settembre 1943 la Vittorio Veneto raggiunse Malta. Durante il trasferimento a Malta la Roma fu affondata da un aereo tedesco con la prima bomba radio comandata della storia. Successivamente la nave, insieme alla gemella Littorio (ribattezzata Italia), fu internata ai Laghi Amari, nel canale di Suez in Egitto, dopo alterne vicende diplomatiche nelle quali era stato proposto di permetterle di combattere a fianco degli Alleati nella Francia meridionale e nel Pacifico. La proposta non fu accettata a causa di considerazioni sia politiche che operative.
Al termine della seconda guerra mondiale, essa rientrò in Italia e fu demolita, a partire dal 1948, per le imposizioni del trattato di pace, con la gemella Littorio. Le lettere di ottone che componevano il nome a poppa sono conservate presso il Museo navale di Venezia; la centrale di tiro è esposta al Museo tecnico navale di La Spezia.

## Nome
Il nome dell'unità rievoca la battaglia di Vittorio Veneto, combattuta tra il 24 ottobre ed il 3 novembre 1918 presso la città di Vittorio Veneto, sul fronte italiano della prima guerra mondiale, che segnò la fine delle ostilità sul fronte italiano e la resa dell'Austria-Ungheria.
Successivamente il nome Vittorio Veneto fu assegnato ad un incrociatore portaelicotteri in servizio dal 1969 al 2003 e in disarmo dal 2006, che dal 1971 al 1987 ricoprì il ruolo di nave ammiraglia della flotta della Marina Militare. Tale nave fu coinvolta nella missione per salvare i profughi vietnamiti nell'estate del 1979.

## Persone legate alla nave
Durante la seconda guerra mondiale sulla nave da battaglia aveva prestato servizio in qualità di ufficiale Vittorio Marulli che, con il grado di capitano di vascello, fu il primo comandante del nuovo incrociatore lanciamissili con lo stesso nome dirigendone, sin dal 1966, l'allestimento e che con il grado di ammiraglio di squadra sarebbe stato dal settembre 1981 al gennaio 1984 Comandante in Capo della Squadra Navale e dal 7 febbraio 1984 al 15 ottobre 1985 Capo di Stato Maggiore della Marina.

## Galleria d'immagini

Immagini della nave
La Littorio, in primo piano, e il Vittorio Veneto durante un'esercitazione nelle acque di Taranto, nell'estate del 1940
La Vittorio Veneto con la livrea mimetica del 1943